# Río Guadiaro
Río Guadiaro este o arie protejată (arie specială de conservare — SAC, sit de importanță comunitară — SCI) din Spania întinsă pe o suprafață de 72,94 ha, integral pe uscat.

## Localizare
Centrul sitului Río Guadiaro este situat la coordonatele 36°37′51″N 5°18′38″W / 36.6309°N 5.3106°V.

## Înființare
Situl Río Guadiaro a fost declarat sit de importanță comunitară în decembrie 2000 pentru a proteja 9 specii de animale. Situl a fost protejat și ca arie specială de conservare în ianuarie 2015.

## Biodiversitate
Situată în ecoregiunea mediteraneană, aria protejată conține 8 habitate naturale: Galerii și tufărișuri riverane sudice (Nerio-Tamaricetea și Securinegion tinctoriae), Pseudostepă cu ierburi și specii anuale de Thero-Brachypodietea, Păduri iberice de Quercus faginea și Quercus canariensis, Dehesas cu Quercus spp. perene, Păduri de Quercus ilex și Quercus rotundifolia, Galerii de Salix alba și de Populus alba, Tufărișuri termo-mediteraneene și de pre-deșert, Păduri termofile cu Fraxinus angustifolia.
La baza desemnării sitului se află mai multe specii protejate:
- păsări (2): pescăruș albastru (Alcedo atthis), egretă mică (Egretta garzetta)
- mamifere (1): vidră de râu (Lutra lutra)
- nevertebrate (3): Austropotamobius pallipes, Gomphus graslinii, Oxygastra curtisii
- pești (2): Cobitis paludica, Pseudochondrostoma willkommii
- reptile (1): Mauremys leprosa

Pe lângă speciile protejate, pe teritoriul sitului au mai fost identificate 1 specie de plante.